# 金色的耶路撒冷
金色的耶路撒冷（希伯來語：‎），是一首以色列歌曲，由以色列作曲家拿俄米·舍莫尔谱曲并作词，也是非正式的以色列国歌，常被与其官方国歌《希望曲》进行比较。歌曲讲述了以色列人民2000年来渴望返回耶路撒冷的愿望。